# ドラゴントレジャー3
ドラゴントレジャー3 とは、メダルゲーム・ドラゴントレジャーシリーズの第3弾であり、ドラゴントレジャー2の続編。開発は株式会社セガワウ（現・株式会社セガ）。
前々作、および前作のゲーム性を保持しつつ、さらに新たな要素を取り入れた、RPGタイプのマス型プッシャーメダルゲームマシン。フィールドに投入したメダルをプッシャーで押し出し、手前に落ちた分を獲得できる。
ICカードを利用することで、前作の4キャラクターから好きなキャラクターを選択できる他、特定の条件を満たすことで「大盗賊・おやっさん」を選択することができる。

## 基本プレイ方法
ここでは「ノーマルダンジョン」におけるプレイ方法を述べる。他のダンジョンでも基本プレイ方法は変わらない。
前作、前々作と同じ通りに、メダルを下に流れるターゲットを狙って投入し、ダンジョン内に居るキャラクターを進ませる。キャラクターを進ませると、ダンジョン内に2～3歩毎に落ちているクリスタルを獲得する。クリスタルを獲得すると、画面上部にある クリスタルルーレット が回る。クリスタルルーレットの当選は主に、メダル・ヘブンズゲート・戦闘・イベントなどがある。メダルは5メダル～15メダルをその場で獲得することができる。

### ターゲットの種類
- ハズレ ─ 何も起こらない。
- 1歩・3歩 ─ キャラクターが表示された数だけ進む。
- SILVER ─ 1歩・3歩・5歩・GOLDのいずれかが抽選される。
- GOLD ─ 3歩・5歩・10歩のいずれかが抽選される。
- 宝箱 ─ 5・10・15メダル、ドラゴンセレクト、アイテムのいずれかが抽選される。
- イベント ─ 「？」マークのターゲット。当たると様々なイベントが発生。

### トレジャースロット
ダンジョンの各フロアの最後には、トレジャースロットがあり、メダルの獲得が期待できる。スロットの内容はキャラクターによって異なる。
- ブロワーズ ─ 商人スロット。スロットを回す前にメダルを5枚までBETし、スロットで止まった倍率×BET枚数を獲得できる。
- カーライル ─ 戦士スロット。ハズレ無しの堅実タイプ。15枚～100枚までのメダルを獲得できるほか、運が良ければDTチャンスも期待できる。
- ランディ ─ 盗賊スロット。運の要素の強い一発逆転タイプ。基本的には0枚だが、当たれば大量のメダルを獲得できる。DTチャンスもあり。
- セシル ─ 魔法使いスロット。「END」が止まるまで何度でも回せる。終了時にそれまでのスロットで獲得した合計枚数が払い出される。
- おやっさん ─ 盗賊スロットだが、ハズレ以外に獲得できるメダル枚数がDTチャンスを除けば最低300枚からと、ランディ以上にギャンブル性が高い。

### ジャックポットスロット
ノーマルダンジョンにおいて、ダンジョンの最後まで到達すると、ボスが出現。ボスを倒すとその場で50枚を獲得し、続けてジャックポットスロットとなる。
ジャックポットスロットは、ダンジョンの長さにより1回～5回回す事ができる。ジャックポットスロットの中身は、ドラゴンズアイテム1個・ドラゴンズアイテム2個・ドラゴンズアイテム3個・DTチャンスになっている。

## 戦闘
前作・前々作と同様、メダルを使用して敵を倒す。「弱点」や「吸収」も健在。ボタン操作で必殺技を使用することができる。
大きく異なるのは、戦闘終了時のバトルボーナスがルーレットで決定する点である。これにより、メダル獲得のチャンスが増えた。戦闘開始前に表示される敵パーティの種類によって、ルーレットの目は変化する。一部の発展を除いて基本的にハズレは無いため、戦闘に勝てば確実にボーナスを獲得できる。
- WEAK

イーターのエンブレム。弱いモンスターが出現する。ルーレットの目もメダル獲得枚数の少ないものが多い。しかしその分、各種ルーレットの中では一番発展しやすいルーレットとも言える。
ルーレットの出目（上から時計回りに）：エンジェルチャレンジNo.3 / 5メダル / 10メダル / ITEM / 5メダル / ドラゴンセレクト / 10メダル / 5メダル
- NORMAL

オークのエンブレム。普通の強さのモンスターが出現する。比較的安定したボーナス内容が揃っている。
ルーレットの出目：エンジェルチャレンジNo.2 / 15メダル / 25メダル / ITEM / 10メダル / ドラゴンセレクト / 25メダル / 15メダル
- STRONG

ゴーレムのエンブレム。強いモンスターが出現する。その分ルーレットも期待度の高い目が集まっている。
ルーレットの出目：エンジェルチャレンジNo.1 / 25メダル / 50メダル / ITEM / エンジェルチャレンジNo.2 / ITEM / 50メダル / 25メダル
- RICH

ミミックのエンブレム。多くのメダルを持つ敵が出現し、ルーレットもメダルに特化したものになっている。
ルーレットの出目：100メダル / 25メダル / 50メダル / 25メダル / ITEM / 25メダル / 50メダル / 25メダル
- SPECIAL

王冠のエンブレム。稀にしか出現しないパターンで、特殊な編成の敵パーティーが出現する（必ずしも強いわけではない）。ルーレットもいわゆる「激アツ」と言える目ばかり。
ルーレットの出目：エンジェルチャレンジNo.1 / 75メダル / エンジェルチャレンジNo.1 / 75メダル / ITEM / 75メダル / エンジェルチャレンジNo.1 / 75メダル
（ITEM＝ゲーム中に使用できるアイテムを獲得、ドラゴンセレクト＝2つの宝箱のどちらかにドラゴンズアイテムが入っているか選択する）

### バトルボーナスの発展
バトルボーナスには非常に多くの予告パターンや発展パターンがあり、プレイヤーを飽きさせない他、前作、及び前々作に比べ、メダル獲得への期待感が大幅に高まっている。以下に例を挙げる。
- 予告パターン
  - 通常と異なるエンブレム
  - アルファベットイーターや特殊な敵・パーティによるチャンス告知
  - ルーレット画面背景の変化や通常と異なる効果音
- 発展パターン
  - ルーレットパターンの変化（メダル枚数上昇、DTチャンス目出現など）
  - ルーレットで停止した図柄が変化

## エンジェルチャレンジ
クリスタルルーレットやバトルボーナスの当選によって、エンジェルチャレンジに突入することがある。これはダンジョンから天国へ繋がっている道の扉を左・右の二者択一方式で選んで、3つの扉をクリアするゲームである。また、今作から新たに与えられた3つのミッションをクリアしていく「ミッションロード」が加わった。
全ての扉をクリアすると、ダブルアップにチャレンジできるメダル100枚・メダル300枚、ゴールドイーターチャンス、DTチャンスのどれかが当選となる。
バトルボーナスの図柄に記されている「No.3」「No.2」「No.1」の表記は、どの番号の扉からチャレンジがスタートするかを示している。「No.3」であれば3番扉からチャレンジし、通常通り3つの扉を突破する必要があるが、「No.1」であれば1番扉、すなわち最後の二択の扉を突破するだけで済む。
エンジェルチャレンジの流れ ： (ヘブンズゲート) → 3番扉 → 2番扉 → 1番扉 → (大当り確定) → 0番扉(択一無し) → ボーナス獲得

### ヘブンズゲート
クリスタルルーレットから突入した場合は、必ず始めにこのヘブンズゲートが現れる。左・右どちらかの扉を二者択一で選ぶ。正解するとエンジェルチャレンジ、もしくはミッションロードのどちらかに進むことができる。

### イベント
扉の前や、扉突破後に様々なイベントが発生することがある。
モンスター敵に遭遇した場合は自動的にバトルが始まる。戦闘をクリアすると、メダルや経験値の他、エンジェルチャレンジを有利に進めることのできるアイテムが手に入ることがある。詳細はドラゴントレジャー2の項を参照。たまにエンジェルチャレンジにもかかわらずミッションが指示される場合もあり、達成できなければ地上に戻されてしまうが、成功すれば確実にアイテムを獲得することが可能。
シャッフルチャレンジ始めに当選内容の書かれた3枚のカードが示され、裏向きにシャッフルされる。好きなカードをメダルを投入して選択し、そのカードに書かれた内容が当選内容になる。0枚～50枚のメダルの他、「ONE MORE」カードを引くと残ったカードから再び選ぶことができる。「TRAP」カードを引いてしまうとその時点でエンジェルチャレンジ終了、地上に戻される。シャッフル中は一応カードを目で追えば判別できるが、難易度は高い。

### ミッションロード
今作から登場するミッションロードは、扉の二者択一が無い代わりに、扉を開くたびに戦闘があり、それぞれの戦闘でミッションが与えられる。3つのミッションを成功させることができればボーナスを獲得することができる。ただし、ミッションに失敗したり、制限時間以内に達成できない場合はその時点で地上に戻される。
ミッションロード中に登場するミッションは以下の通り。
- ○メダル以内・○秒以内で倒せ！ ─ 与えられた条件以内に敵モンスターを全て倒す。
- ノーダメージで倒せ！ ─ モンスターからダメージを受ける前に、敵モンスターを全て倒す。
- 0までカウントダウンさせろ！ ─ 数字のついたゴーレムを、数字が0になるまで次々と倒していく。
- 777をそろえろ！ ─ 数字のついたゴーレムが3体現れ、「7」が3体揃うまで敵を倒していく。
- ○（と○）だけ倒せ！ ─ 英字の書かれた敵「アルファベットイーター」の指定された英字の敵のみを倒す。
- 1から順番に倒せ！ ─ 数字の書かれた敵「ナンバーイーター」を1から順番に倒していく。

## ダブルアップ
バトルボーナスでメダルを獲得した場合、たまにダブルアップチャンスが発生する（エンジェルチャレンジのクリアによるメダル払い出し権利については100%発生する）。プレイヤーが挑戦するか否かを選択することが可能。
内容は、画面に2つの宝箱が出現し、プレイヤーが左右ボタンでどちらかの宝箱を選択するというものである。片方には「×2」が、そしてもう片方には「×0」が入っており、「×2」を選択できれば払い出し権利のメダル枚数が倍になるが、「×0」を選ぶと払い出し権利は消滅する。

## ゴールドイーターチャンス
ゴールドイーターチャンス（以後GEC）とは、エンジェルチャレンジの当選から発生する大当たりで、突入すると「ゴールドイーター」と呼ばれる敵が次々に出現する。ゴールドイーターは1メダルで倒すことが出来て、倒すとその場で10枚のメダルを獲得できる。1回のGECで、およそ100枚前後のメダルを獲得することができる。
極稀に、GECの代わりに「スーパーゴールドイーターチャンス」が発生することがあり、出現する敵も「スーパーゴールドイーター」に変化、倒すとその場で25枚及び50枚のメダルを獲得することができる。
GECが終了して、ダンジョンに戻っても、クリスタルルーレットが20回分 高確率状態となる。高確率状態中は、クリスタルルーレットや戦闘のバトルボーナス、ヘブンズゲート、ターゲットなど様々なパターンでGECに再突入するチャンスとなる。
高確率状態は、毎GECごとに20回にリセットされる為に強烈な連チャン性を持ち、10～20連チャン(約1200メダル～2400メダル)は当たり前、40～50連チャン(約4800メダル～6000メダル)も普通に出現し、時には100連チャン(約12000メダル～)を越える事も。キャラクターによって連チャンの性格も異なる。

## DTチャンス
ドラゴンズアイテムを8個集めると、筐体上部のルーレットを用いて大量のメダル獲得が期待できる、DTチャンスに突入する。詳細は前々作・ドラゴントレジャーのトピックスを参照。

### ドラゴンゾーン
ドラゴンズアイテムを集めた後のDTチャンスが終了した後、プレイヤーキャラクターがドラゴンに変身し、ドラゴンゾーンに突入する。
突入すると、ダンジョン進行中に発生する5回の戦闘の間、バトルボーナスルーレットが高確率になる。特に最後の5回目のルーレットは、25%の確率でDT CHANCEに再突入する。ルーレットの出目は以下の通り。
- 1回目～4回目の戦闘 ： DI2個 / 25メダル / DI1個 / 25メダル / DI1個 / 25メダル / DI1個 / 25メダル

- 5回目の戦闘(FINAL BATTLE) ： DTチャンス / DI1個 / DI2個 / DI1個 / DTチャンス / DI1個 / DI2個 / DI1個

（DI＝ドラゴンズアイテム）

## インターネットランキング
前作に引き続き、DTチャンスでの獲得枚数や連チャン数など、様々な記録でのインターネットランキングが行われている。ICカードでのゲームプレイ中に記録を残した場合、プレイ終了後にパスワード及びQRコードが表示されることがあり、これを用いてランキングに登録することが可能。
また、大会も何度か開かれており、過去には同社のアーケードゲーム『ネットワーク対戦クイズ Answer×Answer』（本作と同じ人物が開発ディレクターをつとめる）をフィーチャーした大会も行われた。

## 注意
ここで示している「獲得」はプレイヤーの実際の獲得枚数ではなく、プッシャーフィールドに払い出される枚数を指している。

## ドラゴントレジャーシリーズ
- ドラゴントレジャー
- ドラゴントレジャー2